# Sejanci
Sejanci so razloženo  naselje v Občini Sveti Tomaž z gručastim jedrom na levem bregu Sejanskega potoka. Po površini je to ena večjih vasi v občini, število prebivalstva pa z vsakim letom upada. Trenutno je v vasi manj kot 30 hiš. V kraju je Marijina kapela iz leta 1861 in kapela lurške Marije iz 19. stoletja.
Simbol vasi je dükel kiseline, ki je tudi na vaškem grbu. To je lončena posoda s sirotko. pred tem so imeli Sejančani v vaškem grbu poln lojtrski voz naložen s sirotko.